# Ценкер Михайло Якович
Михайло Якович Ценкер (? — †?) — підполковник Армії УНР.

## Біографія
Станом на 1 січня 1910 року — корнет 16-го гусарського Іркутського полку (Рига). Останнє звання у російській армії — ротмістр.
У 1920 році — командир кінного дивізіону 5-ї Херсонської стрілецької дивізії Армії УНР. 
З 21 квітня 1921 року — начальник кінного відділу Спільної школи підстаришин 3-ї Залізної стрілецької дивізії Армії УНР. 
З 25 квітня 1921 року — підполковник. 
Подальша доля невідома.